# 柏木町 (室蘭市)
柏木町（かしわぎちょう）は北海道室蘭市の町。住居表示実施済み。郵便番号は050-0064。

## 地理
室蘭市の中央部に位置し、北に神代町、東から南に港北町、西に本輪西町と接する。

## 地域の特徴
室蘭市の都市計画マスタープランでは蘭北地域に属する。
鷲別岳の裾野に広がる台地に立地する住宅地であり、蘭北台地とも通称される。町の中央を柏木中央通が縦断する。

室蘭市立港北中学校，柏木町会館，軽費老人ホーム泉寿園，天照教本部，北海道電力ネットワーク 本輪西変電所がある。

## 歴史
昭和40年代以降、蘭北台地として宅地化が進んだ地域。1968年（昭和43年）北海道電力本輪西変電所設置、1978年（昭和53年）港北中学校が港北町一丁目から新築移転。1982年（昭和57年）軽費老人ホーム泉寿園開設。

### 地名の由来
柏の木が多かったことによる。

### 沿革
- 1967年（昭和42年）7月1日 - 柏木町新設[7]。

### 町名の変遷
| 実施内容          | 実施年月日               | 実施後 | 実施前               |
| ----------------- | ------------------------ | ------ | -------------------- |
| 町名新設 住居表示 | 1967年（昭和42年）7月1日 | 柏木町 | 本輪西町（字）の一部 |

## 世帯数と人口
2023年（令和5年）12月31日現在（室蘭市発表）の世帯数と人口は以下の通りである。
| 町     | 世帯数  | 人口    |
| ------ | ------- | ------- |
| 柏木町 | 740世帯 | 1,378人 |

### 人口の変遷
国勢調査による人口の推移。
| 1995年（平成7年）  | 1,650人 | [ 8 ]  |  |
| 2000年（平成12年） | 1,612人 | [ 9 ]  |  |
| 2005年（平成17年） | 1,614人 | [ 10 ] |  |
| 2010年（平成22年） | 1,551人 | [ 11 ] |  |
| 2015年（平成27年） | 1,517人 | [ 12 ] |  |
| 2020年（令和2年）  | 1,395人 | [ 13 ] |  |

### 世帯数の変遷
国勢調査による世帯数の推移。
| 1995年（平成7年）  | 558世帯 | [ 8 ]  |  |
| 2000年（平成12年） | 574世帯 | [ 9 ]  |  |
| 2005年（平成17年） | 607世帯 | [ 10 ] |  |
| 2010年（平成22年） | 609世帯 | [ 11 ] |  |
| 2015年（平成27年） | 606世帯 | [ 12 ] |  |
| 2020年（令和2年）  | 562世帯 | [ 13 ] |  |

## 学区
市立小・中学校に通う場合、学区は以下の通りとなる。
| 町     | 街区 | 小学校             | 中学校             |
| ------ | ---- | ------------------ | ------------------ |
| 柏木町 | 全域 | 室蘭市立蘭北小学校 | 室蘭市立港北中学校 |

## 交通

### バス
道南バスが路線バスを運行する。

### 道路
- 柏木中央通

## 施設

### 公共施設
- 柏木町会館

### 教育施設
- 室蘭市立港北中学校

### 社会福祉施設
- 軽費老人ホーム泉寿園

### 公園
- 柏木公園

### その他
- 北海道電力ネットワーク 本輪西変電所